# Joseph Georg Winter
Joseph Georg Winter (auch: Wintter; * 30. Mai 1751 in München, Kurfürstentum Bayern; † 13. September 1789 ebenda) war ein deutscher Maler, Kupferstecher und Zeichenlehrer. 

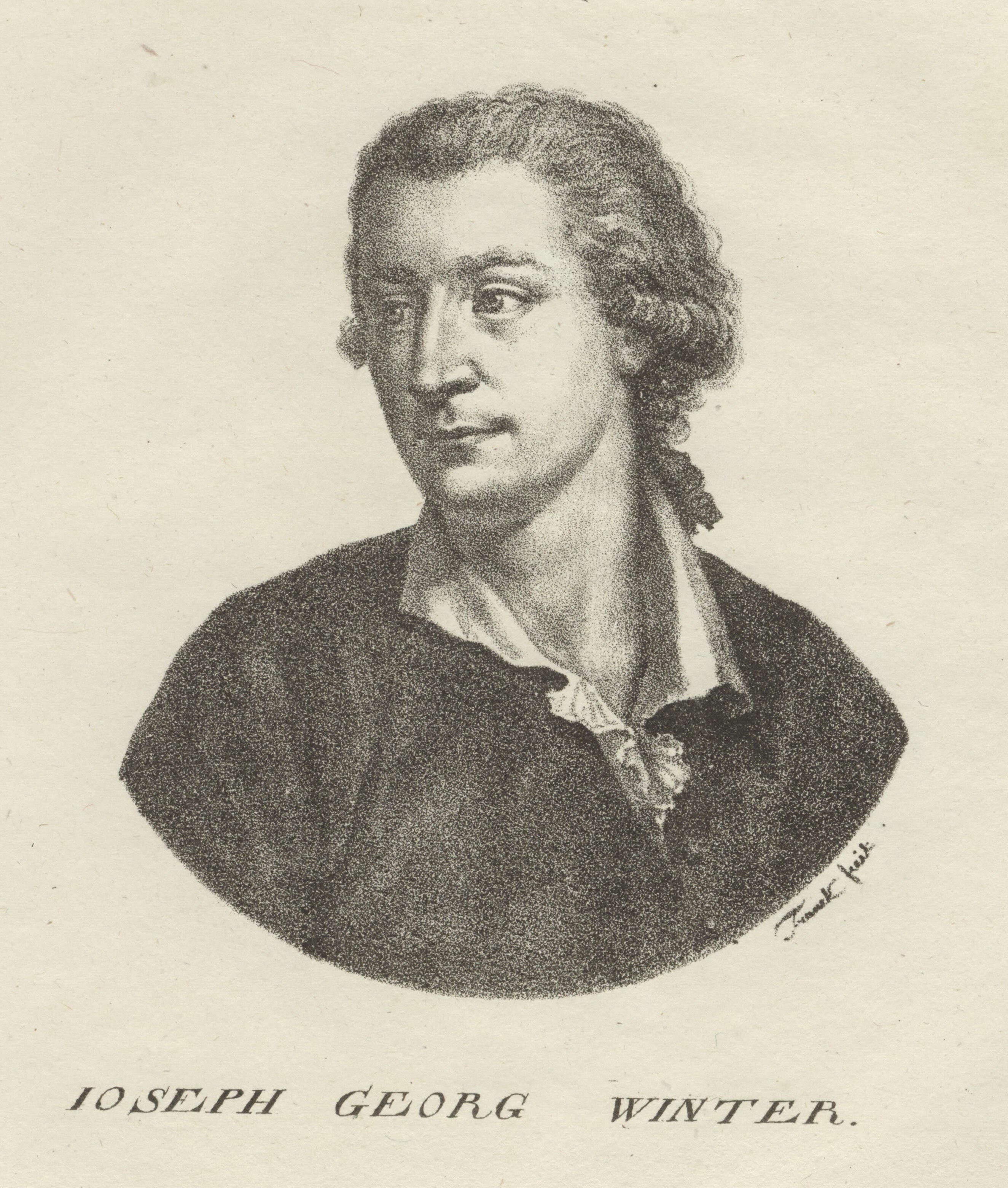
Joseph Georg Winter, in: Franck, Deutsche Künstler-Gallerie, 1818, Bild 79

## Leben
Winters Vater, der Maler Johann Georg, war sein erster Lehrer. 1766 wurde Joseph Georg Lehrling an der Teppichmanufaktur in München, an der er bis 1783 arbeitete. Er schuf Kartons als Vorlagen für die Teppichwirker, vor allem für Bordüren mit Laubwerk und Figuren. 1784 wurde er kurfürstlicher Hof- und Jagdkupferstecher, 1787 Hofkammerrat und Mitglied der Kurfürstlichen Akademie in Düsseldorf. Seine Frau heiratete nach dem frühen Tod Winters Johann Michael Mettenleiter, der Winters Söhne Heinrich Eduard und Raphael unterrichtete.

## Werke
Winter gilt neben Johann Elias Ridinger als bedeutendster Jagdmaler und -grafiker seiner Zeit. Neben Reproduktionsgrafik nach Werken von niederländischen Malern entstanden, bevorzugte er in Serien Jagdszenen und Ansichten der kurfürstlichen Jagdreviere in Nymphenburg und Schleißheim. Seine Werke finden sich in den Sammlungen in Berlin, Düsseldorf und in der Staatlichen Graphischen Sammlung München

Joseph Georg Winter, Ein Löwe fällt einen Eber an, Federzeichnung